# 높이

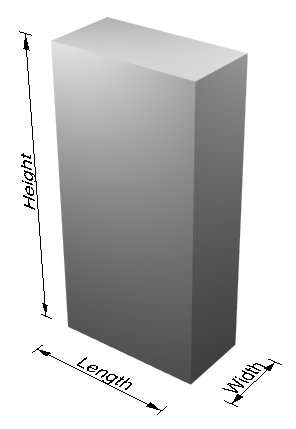
높이(Height)를 나타내고 있는 직육면체.

높이는 수직 거리의 측정 기준이며, 중력이 있는 환경에서는 중력 방향의 길이를 가리킨다. 높이는 일반적으로 두 가지 뜻을 지닌다. 이를테면, 물체가 얼마나 높은지, 아니면 얼마나 높이 떠 있는지를 말한다. 물체의 높이가 50m라고 할 수 있고, 비행기의 높이가 10,000m라고 할 수도 있다. 다만 바다 위에서의 비행기, 산 정상과 같은 물체의 높이를 말할 때에는 "고도"라는 말을 사용한다. 특히, 바다 위에서부터의 지점을 이야기할 경우 해발 고도, 해발 높이라고 한다. 높이는 지정된 점에서 다른 점까지의 수직 (y) 축으로 측정한다.

## 수학
3차원 모형은 3차원으로 높이를 증명하며, 더 정확히 말해 2차원 평면을 구성하는 다른 길이, 너비가 되는 깊이를 가리킨다. 이 모형에서, 높이의 크기는 한 점에서 90도가 되는 평면을 가로지르는 거리로 측정한다.

## 같이 보기
- 국제 단위계
- CGS 단위계
- 야드파운드법